# Mendip (dystrykt)
Mendip – dawny dystrykt niemetropolitalny w Anglii, w hrabstwie Somerset, położony na wzgórzach Mendip w północno-zachodniej części hrabstwa. Centrum administracyjnym jest Shepton Mallet. W 2011 roku liczba ludności wynosiła 109 000. Dystrykt został utworzony 1 kwietnia 1974, a zlikwidowany 1 kwietnia 2023; jego terytorium włączone zostało do nowo utworzonej jednostki typu unitary authority Somerset.

## Miasta
- Wells – o statusie miasta katedralnego (city)
- Frome
- Glastonbury
- Shepton Mallet

## Inne miejscowości
Ashwick, Babington, Baltonsborough, Batcombe, Beckington, Berkley, Binegar, Buckland Dinham, Butleigh, Charterhouse, Chewton Mendip, Chilcompton, Coleford, Cranmore, Croscombe, Dinder, Ditcheat, Doulting, Downhead, Draycott, East Pennard, Emborough, Evercreech, Godney, Great Elm, Hemington, Holcombe, Horrington, Kilmersdon, Lamyatt, Leigh upon Mendip, Litton, Lullington, Lydford-on-Fosse, Marston Bigot, Meare, Mells, Milton Clevedon, North Wootton, Norton St Philip, Nunney, Oakhill, Pilton, Priddy, Pylle, Rode, Rodney Stoke, Rudge, St Cuthbert Out, Selwood, Sharpham, Stoke St Michael, Ston Easton, Stratton-on-the-Fosse, Street, Tellisford, Trudoxhill, Upton Noble, Walton, Wanstrow, West Bradley, West Pennard, Westbury-sub-Mendip, Westhay, Whatley, Witham Friary, Wookey, Wookey Hole.